# Берат Садік
Берат Садік (фін. Berat Sadik, нар. 14 вересня 1986, Скоп'є) — фінський футболіст албанського походження, нападник клубу «Тун», а також національної збірної Фінляндії.

## Клубна кар'єра
У дорослому футболі дебютував 2006 року виступами за команду клубу «КуПС», в якій провів один сезон, взявши участь у 26 матчах чемпіонату.
Згодом з 2007 по 2010 рік грав у складі команд клубів «Лахті», «Армінія» (Білефельд), «Зюлте-Варегем» та «Лахті».
Своєю грою за останню команду привернув увагу представників тренерського штабу клубу «ГІК», до складу якого приєднався 2010 року. Відіграв за команду з Гельсінкі наступні два сезони своєї ігрової кар'єри. Більшість часу, проведеного у складі «ГІКа», був основним гравцем атакувальної ланки команди. У складі «ГІКа» був одним з головних бомбардирів команди, маючи середню результативність на рівні 0,5 голу за гру першості.
До складу клубу «Тун» приєднався 2013 року. Наразі встиг відіграти за команду з Туна 7 матчів в національному чемпіонаті.

## Виступи за збірні
Протягом 2006–2009 років залучався до складу молодіжної збірної Фінляндії. На молодіжному рівні зіграв у 15 офіційних матчах, забив 2 голи. Разом із командою брав участь у молодіжному чемпіонаті Європи з футболу, що проходив 2009 року у Швеції.
2008 року дебютував в офіційних матчах у складі національної збірної Фінляндії. Наразі провів у формі головної команди країни 7 матчів.

## Титули і досягнення
- Чемпіонату Фінляндії (2):

ГІК: 2011, 2012
- Володар Кубка Фінляндії (2):

ГІК: 2011
- Найкращий бомбардир Чемпіонату Кіпру (1):

Докса Катокопіас: 2020-21